# ロブ・ハーリング

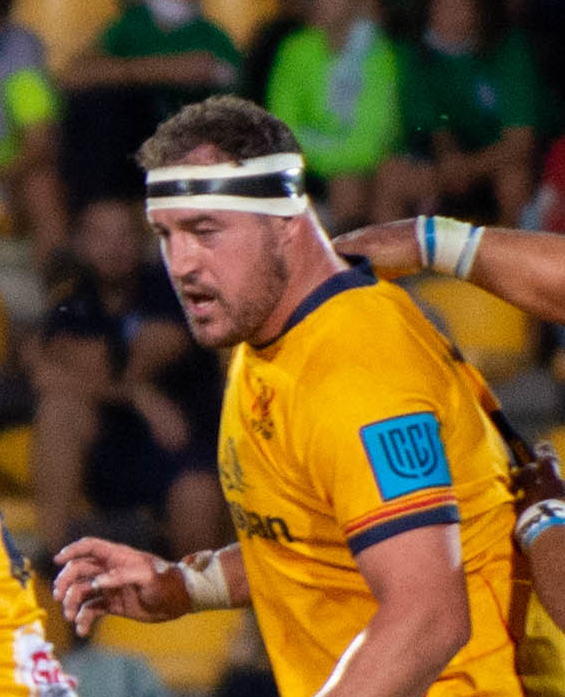

ロブ・ハーリング（Rob Herring、1990年4月27日 - ）は、ユナイテッド・ラグビー・チャンピオンシップ、アルスターに所属するラグビーユニオン選手。

## プロフィール
- 南アフリカ・ケープタウン出身[1]。
- ポジションはフッカー(HO)。
- 身長 185cm、体重 102kg
- アイルランド代表キャップは31（2022年12月現在）。

## 略歴
ロンドン・アイリッシュ、ヌニートン、ロンドン・ウェルシュRFC、ウェスタン・プロヴィンスを経て、2012年、アルスターに加入。 
2019年10月、ショーン・クローニンの負傷に伴い、ラグビーワールドカップ2019のアイルランド代表に追加召集された。